# Борско културно лето
Борско културно лето је културно-забавна манифестација која се у организацији Установе Центар за културу града Бора традиционално одржава током јула и августа сваке године.
Неколико пута недељно организују се концерти у којима су заступљени сви музички правци. Организују се игре фолклорних група, а за малишане су доступне позоришне представе.
Програм је разноврстан и прилагођен свим генерацијама и одвија се на платоу Дома културе. Публици се представљају и полазници радионица Центра за културу: школа фруле, ликовна и етно радионица. На програму су и спортске вечери, као и наступи локалних удружења.
У оквиру манифестације одржава се традиционални Међународни фестивал фолклора „Златно коло”, манифестације Дани Брестовачке бање и Сабор игре у Слатини.